# Norrbackagatan

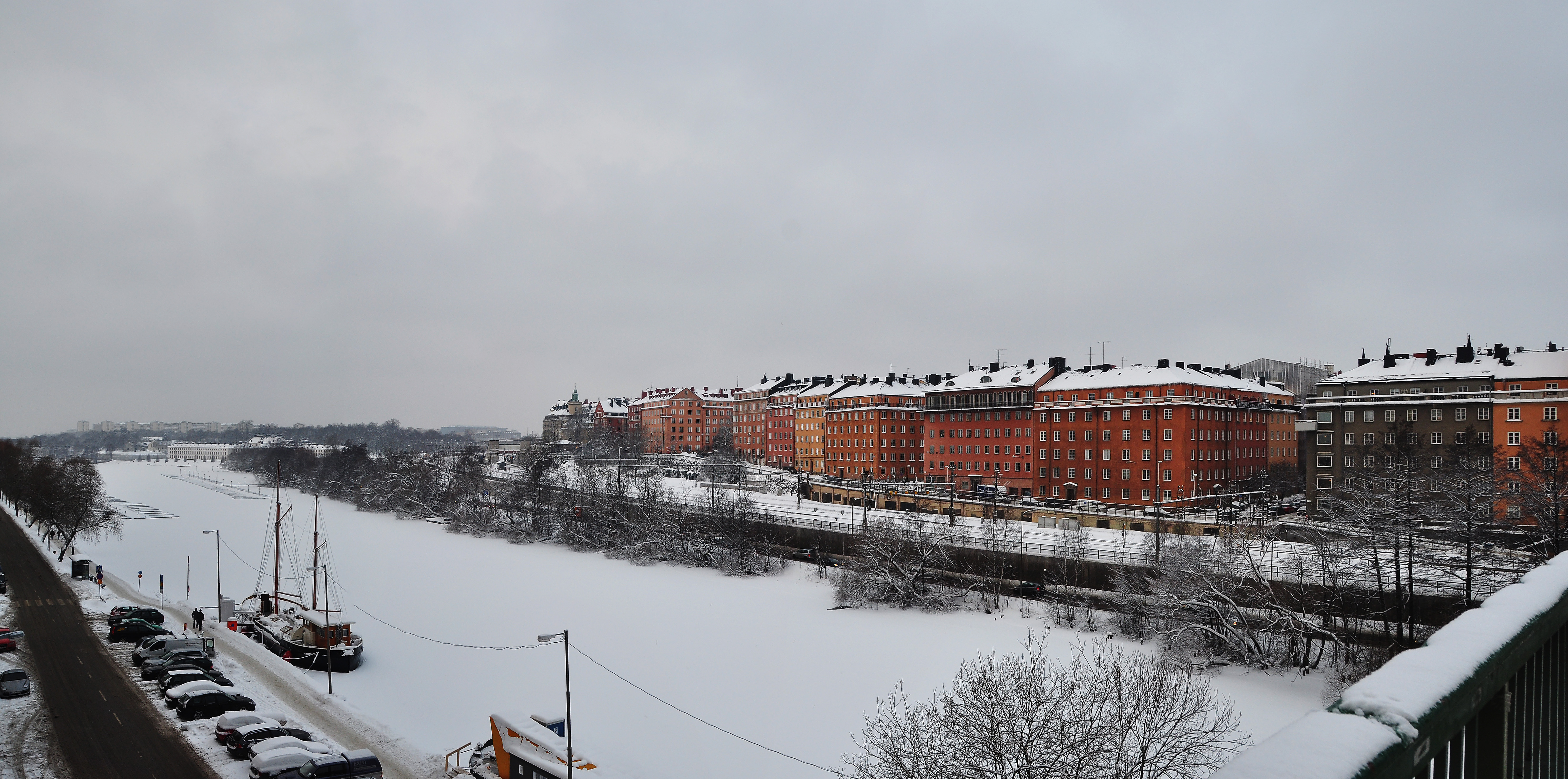
Norrbackagatan mellan spårområdet och Rörstrandsområdet, sett från Sankt Eriksbron. Den isbelagda vattenytan är Karlbergssjön.

Norrbackagatan är en cirka 1 000 meter lång gata i Vasastan i Stockholms innerstad. 

## Beskrivning
Gatan utgör en fortsättning av Atlasmuren, under Sankt Eriksbron och löper västerut utmed järnvägen innan den vänder norrut genom Rörstrand och Birkastan för att avslutas uppe vid Torsplan. När Hagastaden står klar kommer Norrbackagatan att fortsätta fram till Berzelius väg i Solna. Gatan fick sitt namn 1885 och har fått sitt namn efter kronohemmanet Norrbacka (på vars mark Eugeniahemmet nu är uppfört).